# Tàu ngầm lớp CC
Tàu ngầm lớp CC là loại tàu ngầm đầu tiên được sử dụng bởi hải quân Hoàng gia Canada.
Chúng ban đầu được mua bởi Colombia lúc này đang là thuộc địa Anh tại xưởng đóng tàu ở Seattle, Washington cho hải quân Chile.
Tàu ngầm lớp CC khá giống với tàu ngầm lớp C của Anh và đã hoạt động như một mẫu thử nghiệm cùng với tàu ngầm Kiểu 602 của Hà Lan.